# Gastrochilus pseudodistichus
Gastrochilus pseudodistichus är en orkidéart som först beskrevs av George King och Robert Pantling, och fick sitt nu gällande namn av Rudolf Schlechter. Gastrochilus pseudodistichus ingår i släktet Gastrochilus och familjen orkidéer. Inga underarter finns listade i Catalogue of Life.

## Bildgalleri

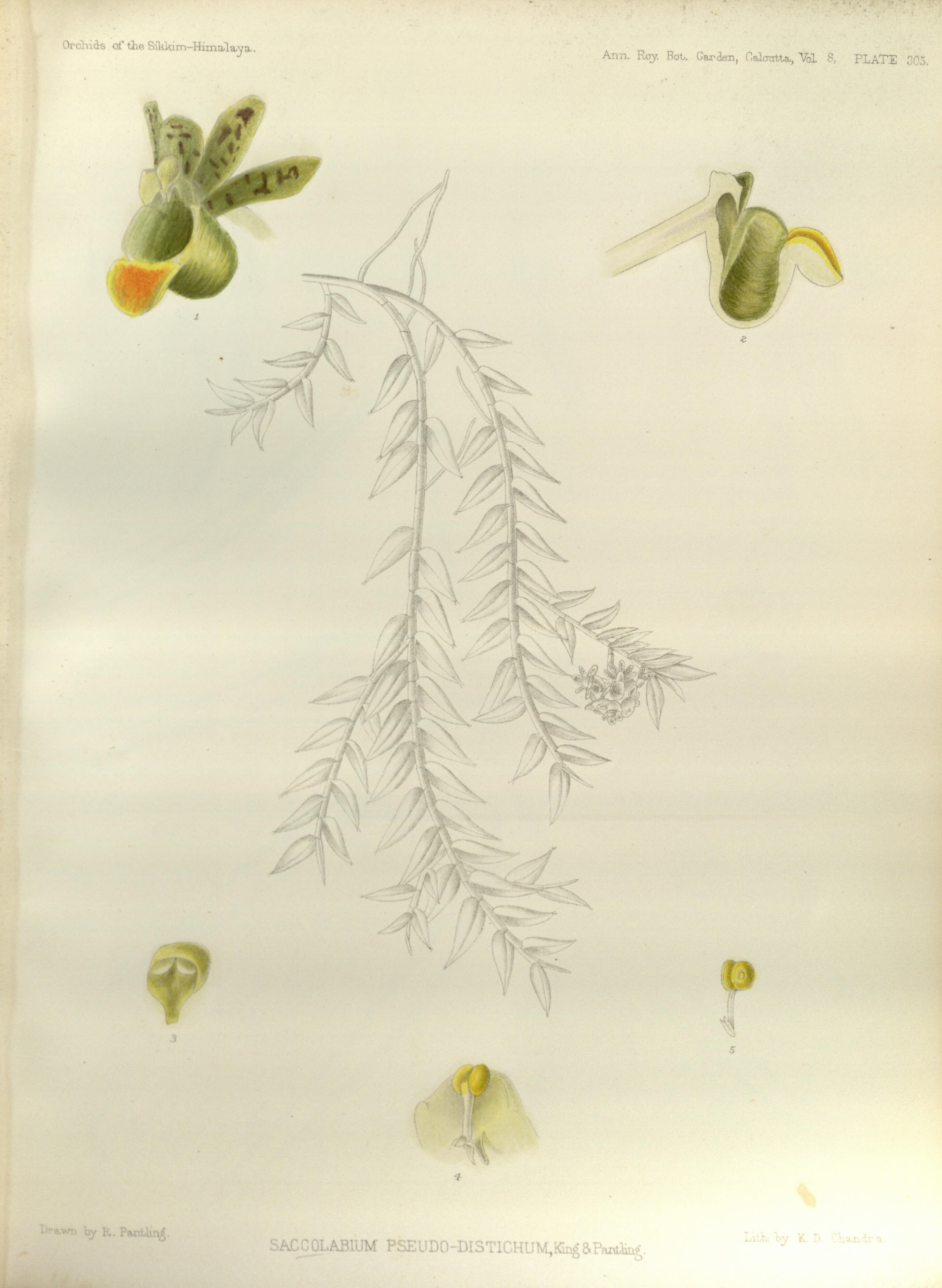